# Eumops dabbenei
Eumops dabbenei — вид кажанів родини молосових.

## Середовище проживання
Країни мешкання: Аргентина, Бразилія, Колумбія, Парагвай. Знайдений у саванах, сухих лісах.

## Стиль життя
Як правило, ночують в отворах дерев та будівлях. Комахоїдний.